# Timo (Estonie)
Timo est un hameau de la commune de Räpina, situé dans le comté de Põlva en Estonie. Avant octobre 2017, il faisait partie de la commune de Veriora. En 2019, la population s'élevait à 5 habitants.
Il abrite le marais de Timo, le lac Must et le manoir de Timo. Un plat culinaire porte également le nom du lieu.